# Saulnay
 Saulnay ist eine französische Gemeinde mit 164 Einwohnern (Stand 1. Januar 2022) im Département Indre in der Region Centre-Val de Loire; sie gehört zum Arrondissement Le Blanc und zum Kanton Le Blanc.

## Lage
Die Gemeinde gehört zum Regionalen Naturpark Brenne. Hier entspringt das Flüsschen Ozance das zur Indre entwässert.
Nachbargemeinden von Saulnay sind Arpheuilles im Norden, Sainte-Gemme im Osten, Mézières-en-Brenne im Süden, Paulnay im Südwesten und Villers im Westen.

## Bevölkerungsentwicklung
| Jahr      | 1962 | 1968 | 1975 | 1982 | 1990 | 1999 | 2008 | 2012 |
| Einwohner | 413  | 346  | 270  | 212  | 210  | 179  | 185  | 185  |